# Sereque

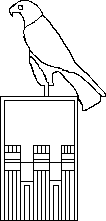
Sereque

Sereque (serekh) é um símbolo hieroglífico que compreende um painel embutido, descrito na atualidade como decoração "fachada de palácio", que se acredita ter sido inspirada nas primeiras residências reais. Essa decoração era imitada em adobe nas mastabas da Época Tinita (3100–2686 a.C.) e Reino Antigo (2686–2181 a.C.), em estelas de porta falsa, caixões, sarcófagos e em vários outros contextos funerários e cerimoniais ao longo da História do Antigo Egito.
Geralmente é utilizado para se referir à moldura retangular encimada pelo falcão Hórus, dentro da qual o nome de Hórus do faraó era escrito. Segundo Ian Shaw, a moldura parece ter efetivamente simbolizado a residência real, ou seja, o domínio de Hórus. Ocasionalmente, podia ser combinado a uma escultura como na estátua de Pepi I (r. 2321–2287 a.C.) da VI dinastia, onde forma a traseira do trono; há também exemplos monumentais, como os painéis de falcão que formaram parte da muralha do recinto do complexo da pirâmide de Sesóstris I (r. 1965–1920 a.C.) em Lixte.
Por um breve período, na II dinastia (2890–2686 a.C.), Seti substituiu Hórus como deus como deus encimando o sereque, transformando o nome num "nome de Seti", mas a mudança foi de curta duração. O nome de Hórus continuou a ser escrito no sereque mesmo depois da introdução do cartucho para os nomes de Sa-Ré (nascimento) e Hórus (trono).